# Skilandis

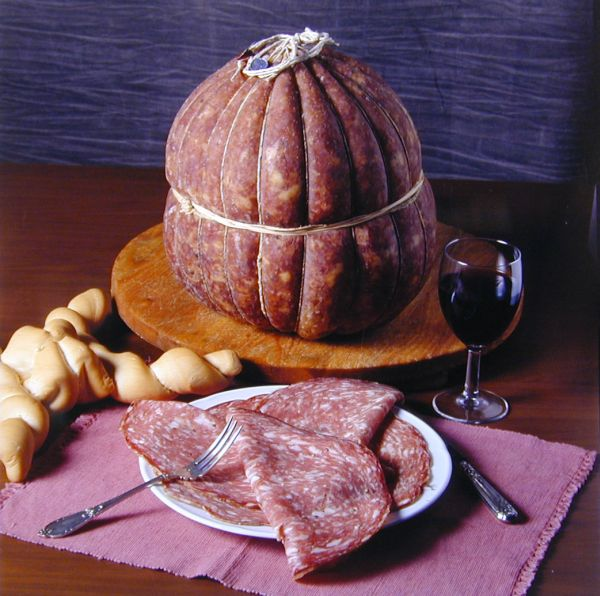
Skilandis

Skilandis oder Kindziukas (polnisch Kindziuk) ist eine kalt-geräucherte Presswurst aus Litauen.
Dazu werden  Fleischstückchen, Speck, Salz, Pfeffer und Knoblauch verwendet. Die Wurstmasse wird dann traditionell in einen Saumagen oder eine Schweineblase gefüllt, heute auch in andere Wursthäute. Dann wird die Wurst getrocknet und anschließend kalt-geräuchert, aber nicht gekocht.
Der Skilandis ist schon für das 16. Jahrhundert belegt. Er ist durch die Art und Dauer der Reifung extrem haltbar.
Der Begriff „Skilandis“ ist durch EU-Recht als garantiert traditionelle Spezialität geschützt.